# Arne Effenberger
Arne Effenberger (* 9. August 1942 in Weimar) ist ein deutscher Christlicher Archäologe und Kunsthistoriker für byzantinische Kunst.

## Leben und Wirken
Arne Effenberger studierte zwischen 1961 und 1966 Klassische Archäologie sowie Ur- und Frühgeschichte an der Humboldt-Universität zu Berlin. Nach seinem Studium wirkte er ab 1966 als Mitarbeiter an den Staatlichen Museen zu Berlin. Seine Dissertation an der Universität Halle schrieb er zur Tyche von Antiochia, die Promotion erfolgte 1969. Seit 1973 war er Direktor der Frühchristlich-Byzantinischen Sammlung, des späteren Museums für Spätantike und byzantinische Kunst, seit 1992 auch der wiedervereinigten Sammlung, seit deren Zusammenlegung 1994 mit der Skulpturensammlung war Effenberger bis zu seiner Pensionierung 2007 Direktor der Skulpturensammlung und Museum für Byzantinische Kunst. Erstmals lehrte er im Semester 1983/84 an der HU Berlin. Dort erfolgte 1986 auch seine Promotion B. 1989 war er Gastdozent an der Universität Marburg, 1991/92 an der Universität Bonn. Seit 1996 ist Effenberger zudem als Honorarprofessor für Christliche Archäologie und Byzantinische Kunstgeschichte an der Freien Universität Berlin tätig. Er war seit 1996 verantwortlich für die Neukonzeption, den Umbau und die neue Dauerausstellung des Bode-Museums, die im Oktober 2006 eröffnet wurde. 2007 ging er in den Ruhestand.
Forschungsschwerpunkte Effenbergers sind spätantike Silbergefäße und Mosaiken sowie byzantinische Kleinkunst und ganz besonders die historische Topographie von Konstantinopel-Istanbul. Für die Kulturhistorische Reihe des Verlages Koehler & Amelang steuerte er zwei Bände bei. 1998 konzipierte er die Ausstellung Byzanz – Die Macht der Bilder im Dom- und Diözesanmuseum Hildesheim sowie 2000 Konstantinopel. Scultura bizantina dai Musei di Berlino im Museo Nazionale di Ravenna. An diversen weiteren Ausstellungen war er darüber hinaus beteiligt. 1999 erhielt Effenberger die Winckelmann-Medaille der Stadt Stendal.

## Schriften (Auswahl)
- Das Mosaik aus der Kirche San Michele in Africisco zu Ravenna. Ein Kunstwerk in der Frühchristlich-byzantinischen Sammlung der Staatlichen Museen zu Berlin. Evangelische Verlagsanstalt, Berlin 1975, (Neuausgabe Schriftenreihe der Frühchristlich-byzantinischen Sammlung II, Berlin 1989).
- Koptische Kunst. Ägypten in spätantiker, byzantinischer und frühislamischer Zeit. Koehler und Amelang, Leipzig 1975, (auch: Edition Tusch, Wien 1976 ISBN 3-85063-051-X).
- Frühchristliche Kunst und Kultur. Von den Anfängen bis zum 7. Jh.. Koehler und Amelang, Leipzig 1986, ISBN 3-7338-0010-9, (auch: C.H. Beck, München 1986 ISBN 3-406-31215-2).
- Goethe und die “russischen Heiligenbilder”. Anfänge byzantinischer Kunstgeschichte in Deutschland. von Zabern, Mainz 1990, (Beiträge der Winckelmann-Gesellschaft, Bd. 18) ISBN 3-8053-1204-0.
- mit Hans-Georg Severin: Das Museum für Spätantike und Byzantinische Kunst. von Zabern, Mainz 1992 ISBN 3-8053-1185-0.
- mit Neslihan Asutay-Effenberger: Die Porphyrsarkophage der oströmischen Kaiser. Versuch einer Bestandserfassung, Zeitbestimmung und Zuordnung. Reichert, Wiesbaden 2006, ISBN 3-89500-353-0, (Spätantike – frühes Christentum – Byzanz. Reihe B, Studien und Perspektiven, Bd. 15).
- mit Neslihan Asutay-Effenberger: Byzanz. Weltreich der Kunst. Beck, München 2017, ISBN 978-3-406-58702-3.